# Direktori na cesti (2010.)
Direktori na cesti (The Company Men), američki film iz 2010. godine.

## Sažetak
Ambicioznom Bobbyju Walkeru sve stoji na mjestu i uvjeren je da mu je život američki san. Vodi prodaju u velikom brodograđevnom poduzeću, oženjen, živi u velikoj kući u predgrađu, vozi skupi automobil prestižne marke i igra golf u prestižnom klubu. Došla je 2010. godina i velika gospodarska kriza i tad je radi smanjivanja troškova u poduzeću otpušten. Ugodan život nakon gubitka posla pun je velikih nevolja: opterećen je kreditima i hipotekom, a uskoro je ostao bez automobila i članstva u golf-klubu.